# Wykno (stacja kolejowa)
Wykno – stacja kolejowa w województwie łódzkim, w Polsce, w Wyknie (gmina Ujazd). Na stacji zatrzymują się pociągi jeżdżące na trasie do Opoczna, Tomaszowa Mazowieckiego oraz Koluszek.

## Ruch pasażerski
| Rok  | Wymiana pasażerska na dobę |
| ---- | -------------------------- |
| 2017 | 0-9                        |
| 2022 | 20-49                      |